# Larissa França
Larissa França (ur. 14 kwietnia 1982 w Cachoeiro de Itapemirim) – brazylijska siatkarka plażowa. Brązowa medalistka olimpijska 2012 z Londynu, mistrzyni Świata 2011, a także sześciokrotna zwyciężczyni FIVB Bech Volley World Tour w parze z Julianą.
Dwukrotna złota medalistka igrzysk panamerykańskich, w Rio de Janeiro oraz w Guadalajarze; na igrzyskach w Santo Domingo zdobyła zaś brązowy medal.

## Życie osobiste
W sierpniu 2013, miesiąc po swoim oficjalnym coming oucie, poślubiła siatkarkę plażową Liliane Maestrini.